# Borup Station
Borup Station er en dansk jernbanestation i stationsbyen Borup på Østsjælland. Stationen ligger på Vestbanen på strækningen mellem Roskilde og Ringsted.
Stationen blev indviet den 27. april 1856, da Vestbanen blev forlænget fra Roskilde til Korsør, hvilket kun var 9 år efter åbningen af jernbanen fra København til Roskilde. Den 23. maj 1975 fandt kollisionen i Borup mellem bådtoget "Englænderen" og et godstog sted ved Borup Station.

## Antal rejsende
Ifølge Østtællingen var udviklingen i antallet af dagligt afrejsende: 
| År   | Antal | År   | Antal | År   | Antal | År   | Antal |
| ---- | ----- | ---- | ----- | ---- | ----- | ---- | ----- |
| 1984 | 917   | 1993 | 840   | 2000 | 882   | 2005 | 920   |
| 1987 | 834   | 1995 | 876   | 2001 | 886   | 2006 | 949   |
| 1990 | 915   | 1996 | 850   | 2002 | 789   | 2007 | 899   |
| 1991 | 848   | 1997 | 966   | 2003 | 868   | 2008 | 915   |
| 1992 | 761   | 1998 | 813   | 2004 | 881   |      |       |